# Râul Crăiești
Râul Crăiești este un curs de apă, afluent al râului Bozieni. 